# Sombras (canción)
Sombras es una canción en ritmo de pasillo compuesta por el músico ecuatoriano Carlos Brito Benavides, con letra de autoría de la escritora mexicana Rosario Sansores, cuyo poema «Cuando tú te hayas ido» sirvió como base para el pasillo. La canción es considerada la pieza musical ecuatoriana más difundida internacionalmente y tiene como temática un amor intenso que es recordado desde la soledad.

## Historia
El poema en que se basa la canción fue publicado por Sansores en 1933 como parte del poemario La novia del sol. Este libro llegó en 1936 a manos de Brito, quien, según sugiere una versión recogida por el cronista Jorge Martillo, musicalizó el poema inspirado por el fallecimiento de su madre. Brito musicalizaría posteriormente dos poemas más de Sansores: Alas rotas e Imploración.
El pasillo fue popularizado internacionalmente por el cantante ecuatoriano Julio Jaramillo, quien lo interpretó en la película Fiebre de juventud (1966). Jaramillo grabó la canción en tres ocasiones diferentes: en 1959, en 1965 y en 1969, de las cuales la segunda es la más popular. Gracias a su interpretación, la figura de Jaramillo ha pasado a ser relacionada con el pasillo al mismo nivel que la de Brito o de Sansores.
A lo largo de los años muchos otros artistas han interpretado el tema, entre los que se cuenta a Chavela Vargas, Paloma San Basilio, Libertad Lamarque, Julio Iglesias, Chabuca Granda, Armando Manzanero, Lucho Gatica, Alberto Cortez, Olga Guillot y José Feliciano.